# 蒲生八幡神社 (北九州市)

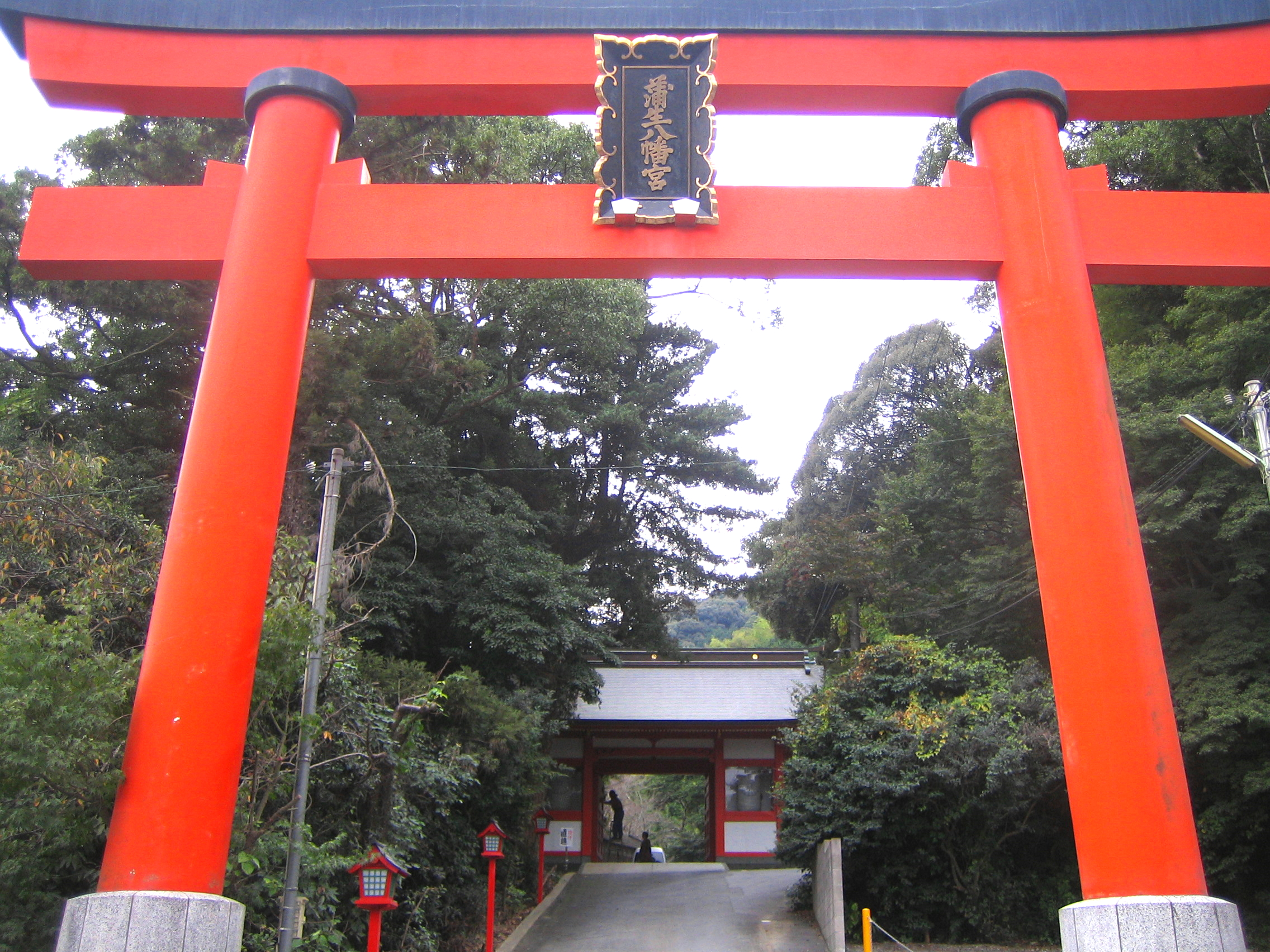
第三の鳥居と楼門

蒲生八幡神社（かもうはちまんじんじゃ）は、福岡県北九州市小倉南区蒲生（がもう）に鎮座する神社。旧社格は県社。

## 御祭神
- 応神天皇
- 神功皇后
- 宗像三女神
- 大山祇命
- 細川幽斎
- 細川忠興

## 歴史
往昔、蒲生村虹山（巣山）の峯に多紀理比売命・多岐都比売命・市寸島比売命の三神が天降り、「我、永く此地を守らん」と告げる。そこで、里人は紫の池の辺に多紀理比売命を祀り、虹山の山頂に多岐都比売命を祀り（蒲生宮）、紫の池の北に市寸島比売命を祀った。後に、蒲生宮に応神天皇・神功皇后を祀り、蒲生八幡宮とした。
元暦元年甲辰年に壇ノ浦の戦いで平氏が敗戦。安徳帝は入水し、三種の神器も海中に沈む。源頼朝はこのことに嘆き、規矩郡（企救郡）高浜浦の漁人の長、岩松与三に神器を探し出すよう命じた。岩松は蒲生八幡宮に神器発見・安全を祈願したのち海に入り、鏡と勾玉を網に得ることができ、源頼朝に献上。岩松はこの功績により、規矩一郡を与えられるが、蒲生の神々の御神徳によるものとし、一郡すべてを神社に寄進した。
元弘・正慶・建武年間、虹山城主・規矩氏に崇敬を受け、多くの神領を与えられる。応永年間には、規矩親忠が神殿を建立。大永2年4月に小倉城主・小野田種尚より、規矩郡大野庄平田二反を与えられる。
天正のはじめに、大友宗麟の兵火に罹り、神社焼失。このことを憂いた、岩松弥兵衛（三郎兵衛）は高浜（現在の井筒屋付近）に神社を造立し、社号を規矩（企救）八幡宮（高浜八幡宮）とした。小倉城主・高橋鑑種が社殿造営し、鳥居を建立する。天正年間、小倉城主・毛利成儀（勝信）からも篤い崇敬を受ける。慶長7年、小倉城築城に伴い、細川忠興は神社が鎮座する高浜を東曲輪とするために規矩八幡宮をもとの蒲生の地（中島山）に遷し、社号を再び蒲生八幡宮とした。寛永9年に入国した小笠原藩からも篤い崇敬を受け、社殿造営等がなされた。
2011年（平成23年）12月27日、北九州市教育委員会は社殿を北九州市の有形文化財に指定した。

## 特徴
- 小倉で最古の歴史を有する神社。
- 中世、小倉一円の産土神となる。（小倉郷土会）
- 氏子の多さが県下屈指である。その範囲は近郷のほか、小倉中心街にまでわたる。
- 厄祓い・厄除の神社として信仰を集める。
- 御社殿建築　御幣殿は北九州市で最古であり、御本殿は旧豊前国で最古である。

## 氏子地域

### 小倉北区
- 室町1－3丁目
- 魚町
- 京町
- 堺町
- 鍛冶町
- 米町
- 船頭町
- 紺屋町
- 船場町
- 浅野
- 長浜
- 末広
- 藍島

蒲生八幡宮は、1570年代に兵火に罹り社殿が焼失する。その後、蒲生から鎮座の地を遷し、高浜（現在の井筒屋付近）に再造立され、小倉城主・城下周辺の氏神となる。以後、現在も小倉中心街、長浜、末広、藍島の氏神神社は蒲生八幡宮となる。
境内には1923年（大正12年）に京町・宮地嶽神社（現在コレット屋上に鎮座。瘡守稲荷）の氏子から奉納された昇格記念碑や、江戸・明治・大正・昭和時代に八百屋町（室町）・寶町　（京町船場町）・京町・魚町・鍛冶町・長浜・船場町・舟町（浅野）など、小倉北区氏子から奉納された燈籠・狛犬等が数多く残る。　
蒲生八幡宮が管掌する神社のなかに、瑜伽神社（小倉北区船場町鎮座 小倉発祥の地）、貴布祢神社（小倉北区長浜鎮座 細川忠興から小笠原家に譲られ、400年以上の歴史をもつ神輿が残る）、祇園社（小倉南区長尾鎮座 小倉地区祇園祭発祥の社であり、小倉城下八坂神社の本宮）など小倉の歴史において重要な神社が残る。

### 小倉南区
- 蒲生
- 南方
- 高野
- 徳力
- 守恒
- 石田
- 企救丘
- 山手
- 星和台
- 日の出町
- 南丘（旧・蒲生村内、現・小倉北区）
- 長尾1・2丁目（旧・祇園町）
- 葉山町
- 北方

## 交通
- 西鉄バス北九州南方バス停下車、徒歩約6分